# گورنی رادکووتسی
گورنی رادکووتسی (به بلغاری: Gorni Radkovtsi) یک منطقهٔ مسکونی در بلغارستان است که در تریاونا واقع شده‌است.